# Мерала
Мерала, ароника или дивља мушмула (лат. Amelanchier) је род вишегодишњих жбунастих биљака из фамилије ружа (Rosaceae). Обухвата између 6 и 33 врсте, распрострањених у брдским пределима умерених области Северне полулопте. Највећу разноврсност род испољава у Северној Америци.

## Врсте
Према неким изворима род укључује следеће врсте (извор за северноамеричке врсте је Flora of North America; за азијске Flora of China; а за европску врсту Flora Europaea):
- Amelanchier alnifolia
- Amelanchier amabilis
- Amelanchier arborea
- Amelanchier asiatica
- Amelanchier australis
- Amelanchier bartramiana
- Amelanchier canadensis
- Amelanchier humilis
- Amelanchier interior
- Amelanchier laevis
- Amelanchier lamarckii
- Amelanchier nantucketensis
- Amelanchier ovalis
- Amelanchier sanguinea
- Amelanchier sinica
- Amelanchier spicata
- Amelanchier stolonifera
- Amelanchier utahensis